# Szczerbaków
Szczerbaków – wieś w Polsce położona w województwie świętokrzyskim, w powiecie buskim, w gminie Wiślica.
| SIMC    | Nazwa    | Rodzaj    |
| ------- | -------- | --------- |
| 0277434 | Budzyń   | część wsi |
| 0277440 | Zielonki | część wsi |

W latach 1975–1998 miejscowość położona była w województwie kieleckim.
W Szczerbakowie działa jednostka Ochotniczej Straży Pożarnej.